# Kanton Mera
Der Kanton Mera befindet sich in der Provinz Pastaza im Osten von Ecuador. Er besitzt eine Fläche von etwa 530 km². Im Jahr 2022 lag die Einwohnerzahl bei rund 15.000. Verwaltungssitz des Kantons ist die Ortschaft Mera mit 768 Einwohnern (Stand 2010).

## Lage
Der Kanton Mera befindet sich im äußersten Westen der Provinz Pastaza. Das Gebiet liegt an der Ostflanke der Cordillera Real und reicht hinab ins Amazonastiefland. Der Kanton liegt am linken Flussufer des Río Pastaza. Im Südosten reicht der Kanton bis zur Einmündung des Río Puyo in den Río Pastaza. Der Río Anzu, der rechte Quellfluss des Río Napo, entspringt im Kanton. Dessen linker Nebenfluss Río Piatúa bildet die nördliche Kantonsgrenze. Der Kanton erreicht in der Cordillera de las Torres eine Höhe von etwa 3190 m. Der tiefste Punkt liegt am Río Pastaza auf einer Höhe von etwa 790 m. Die Fernstraße E30 (Baños–Puyo) durchquert den Kanton.
Der Kanton Mera grenzt im Süden an den Kanton Palora der Provinz Morona Santiago, im Westen an den Kanton Baños de Agua Santa der Provinz Tungurahua, im Norden an den Kanton Carlos Julio Arosemena Tola der Provinz Napo sowie im Osten an die Kantone Santa Clara und Pastaza.

## Verwaltungsgliederung
Der Kanton Mera ist in die Parroquia urbana („städtisches Kirchspiel“)
- Mera

und in die Parroquias rurales („ländliches Kirchspiel“)
- Madre Tierra
- Shell

gegliedert.

## Geschichte
Der Kanton Mera wurde im Jahr 1967 eingerichtet.
Entwicklung der Einwohnerzahl im Kanton Mera bei landesweiten Volkszählungen zum jeweiligen Gebietsstand:
| Jahr                    | Einwohner | +/-    |
| ----------------------- | --------- | ------ |
| 1974                    | 3.814     | –      |
| 1982                    | 4.100     | 7,5 %  |
| 1990                    | 5.947     | 45 %   |
| 2001                    | 8.088     | 36 %   |
| 2010                    | 11.861    | 46,6 % |
| 2022                    | 15.087    | 27,2 % |
| Datenherkunft: Wikidata |           |        |

## Ökologie
Im Nordwesten des Kantons befindet sich der Nationalpark Llanganates.